# الفيلق الاشتراكي الوطني الالي

NSKK القياسية

الفيلق الاشتراكي الوطني الالي ( (بالألمانية: Nationalsozialistisches Kraftfahrkorps)‏، NSKK )  كانت منظمة شبه عسكرية للحزب النازي التي كانت موجودة رسميًا من مايو 1931 إلى 1945. كانت المجموعة المنظمة الخلف للفيلق الوطني الاشتراكي للسيارات (NSAK)، والذي كانت موجودة منذ أبريل 1930.
عمل الفيلق الاشتراكي الوطني الالي كمؤسسة تدريب، حيث وجهت تعليمات للأعضاء بشكل أساسي في تشغيل وصيانة الدراجات النارية والسيارات عالية الأداء. تم استخدام الفيلق الاشتراكي الوطني الالي كذلك لنقل موظفي الحزب النازي وضباط / أعضاء كتيبة العاصفة. عمل الفيلق الاشتراكي الوطني الالي أيضًا كمجموعة مساعدة على الطريق في منتصف ثلاثينيات القرن العشرين، مقارنةً بجمعية السيارات الأمريكية الحديثة أو الجمعية البريطانية للسيارات. مع اندلاع الحرب العالمية الثانية تم تجنيد صفوف الفيلق الاشتراكي الوطني الالي للعمل في فيلق النقل لمختلف الفروع العسكرية الألمانية. كان هناك أيضًا قسم فرنسي من NSKK تم تنظيمه بعد بدء الاحتلال الألماني لفرنسا في عام 1940. كان الفيلق أصغر منظمات الحزب النازي.